# Piotr Dudziński (inżynier)
Piotr Antoni Dudziński (ur. 1949) – polski inżynier mechanik. Absolwent Politechniki Wrocławskiej. Stopień doktora nauk technicznych uzyskał na podstawie rozprawy pt. „Metoda doboru układu skrętu maszyn przegubowych na podwoziu kołowym”. Praca ta została wyróżniona nagrodą Ministra Edukacji Narodowej. W 1991 uzyskał stopień doktora habilitowanego na Technicznym Uniwersytecie w Dreźnie na podstawie rozprawy pt. „Porównanie układów skrętu w pojazdach terenowych na podwoziu kołowym”. Od 2004 profesor na Wydziale Mechanicznym Politechniki Wrocławskiej. W 2021 odznaczony Krzyżem Kawalerskim Orderu Odrodzenia Polski